# SERPINB6
SERPINB6 (англ. Serpin family B member 6) – білок, який кодується однойменним геном, розташованим у людей на короткому плечі 6-ї хромосоми. Довжина поліпептидного ланцюга білка становить 376 амінокислот, а молекулярна маса — 42 622.
| 10         |  | 20         |  | 30         |  | 40         |  | 50         |
| ---------- |  | ---------- |  | ---------- |  | ---------- |  | ---------- |
| MDVLAEANGT |  | FALNLLKTLG |  | KDNSKNVFFS |  | PMSMSCALAM |  | VYMGAKGNTA |
| AQMAQILSFN |  | KSGGGGDIHQ |  | GFQSLLTEVN |  | KTGTQYLLRM |  | ANRLFGEKSC |
| DFLSSFRDSC |  | QKFYQAEMEE |  | LDFISAVEKS |  | RKHINTWVAE |  | KTEGKIAELL |
| SPGSVDPLTR |  | LVLVNAVYFR |  | GNWDEQFDKE |  | NTEERLFKVS |  | KNEEKPVQMM |
| FKQSTFKKTY |  | IGEIFTQILV |  | LPYVGKELNM |  | IIMLPDETTD |  | LRTVEKELTY |
| EKFVEWTRLD |  | MMDEEEVEVS |  | LPRFKLEESY |  | DMESVLRNLG |  | MTDAFELGKA |
| DFSGMSQTDL |  | SLSKVVHKSF |  | VEVNEEGTEA |  | AAATAAIMMM |  | RCARFVPRFC |
| ADHPFLFFIQ |  | HSKTNGILFC |  | GRFSSP     |  |            |  |            |

A: Аланін

C: Цистеїн

D: Аспарагінова кислота

E: Глутамінова кислота

F: Фенілаланін

G: Гліцин

H: Гістидин

I: Ізолейцин

K: Лізин

L: Лейцин

M: Метіонін

N: Аспарагін

P: Пролін

Q: Глутамін

R: Аргінін

S: Серин

T: Треонін

V: Валін

W: Триптофан

Кодований геном білок за функціями належить до інгібіторів протеаз, інгібіторів серинових протеаз, фосфопротеїнів. 
Задіяний у такому біологічному процесі, як ацетилювання. 
Локалізований у цитоплазмі.